# 몰도바의 국장

몰도바의 국장

몰도바의 국장은 1990년 7월 13일에 제정되었다. 빨간색 부리와 발톱을 가진 독수리가 부리에는 노란색 십자가를 물고 있으며 왼쪽 발톱에는 올리브 가지를, 오른쪽 발톱에는 노란색 홀을 잡고 있다.
국장 가운데에 그려져 있는 방패 상단에는 태양이, 중앙에는 몰다비아를 상징하는 오록스의 머리가 그려져 있으며 하단 왼쪽에는 다섯 개의 꽃잎을 가진 꽃이, 하단 오른쪽에는 초승달이 그려져 있다.

## 역대 몰도바의 국장

몰도바 소비에트 사회주의 공화국의 국장

## 같이 보기
- 몰도바의 국기
- 루마니아의 국장
- 몰도바 소비에트 사회주의 공화국의 국기
- 몰도바 소비에트 사회주의 공화국의 국장
- 트란스니스트리아의 국기
- 트란스니스트리아의 국장